# Tarczyn (województwo dolnośląskie)
Tarczyn (niem. Kuttenberg) – wieś w Polsce położona w województwie dolnośląskim, w powiecie lwóweckim, w gminie Wleń.

## Położenie
Wieś położona na górze Tarczynka (422 m n.p.m.). Obecnie zajmująca powierzchnię około 2,8 km² i licząca kilkanaście gospodarstw wieś leży w granicach Parku Krajobrazowego Doliny Bobru. Przez osadę przebiega również Żółty Szlak - Szlak Wygasłych Wulkanów.

## Demografia
Według Narodowego Spisu Powszechnego (III 2011 r.) liczył 19 mieszkańców.

## Historia
Pierwsze wzmianki na temat osady pojawiły się już we wczesnym średniowieczu, wówczas Tarczyn (Kleppelsdorf) stanowił część dóbr należących do władających dość znacznym wtedy majątkiem właścicieli Pałacu Książęcego.
W latach 1975–1998 miejscowość należała administracyjnie do województwa jeleniogórskiego.